# Емих III (Лайнинген)
Емих III фон Лайнинген (на немски: Emich III von Leiningen; Emicho III; * 1140; † 1180 или 1187, 1189) е граф на Лайнинген във Вормсгау.

## Произход
Той е син на граф Емих II фон Лайнинген († пр. 1138), бащата на благородническия род Дом Лайнинген.
Емих III е споменат в документ от 1193 г.

## Фамилия
Емих III се жени за Елизабет или Елзе († 1179) и има децата:
- Фридрих I († ок. 1212), ∞ Гертруд фон Хабсбург
- Елиза († 20 юни между 1235 и 1238), ∞ пр. 1169 г. граф Рупрехт III фон Насау († 1191)
- Лиутгард († сл. 1239), [5] наследничка на Лайнинген, ∞ 1196 граф Симон II фон Саарбрюкен († сл. 1207). [6] и след това за Лотар, граф фон Вид († 1224/35)

Емих III е дядо на Фридрих II фон Лайнинген († 1237), граф на Саарбрюкен и Лайнинген, син на Лиутгард, който наследява Графство Лайнинген от чичо си Фридрих I.